# 深圳国宝造币
深圳国宝造币有限公司，隶属于中国人民银行直属中国金币总公司，是中国政府指定的专门从事法定货币生产的企业，主要从事金、银及合金纪念币的生产制造。位于广东省深圳市福田区八卦二路75号，公司现有厂房面积12000平方米。

## 历史
深圳国宝在1993年由中国金币总公司斥资约3000多万元人民币建成，2003年改制为由中国金币总公司、中国长城硬币投资有限公司、中国金币深圳经销中心三方共同投资的有限公司。